# ソユーズTM-27
ソユーズTM-27 (Союз ТМ-27 / Soyuz TM-27) は、宇宙ステーション・ミールへの往来を目的とした、35回目の有人ミッションである。コールサインは「クリスタール（結晶）」。

## 乗組員

### 打上げ時
- タルガット・ムサバイエフ (2) -  ロシア
- ニコライ・ブダーリン (2) -  ロシア
- レオポルド・アイハーツ (1) -  フランス

### 帰還時
- タルガット・ムサバイエフ (2) -  ロシア
- ニコライ・ブダーリン (2) -  ロシア
- ユーリー・バトゥーリン (1) -  ロシア

## ミッション
- ミールとのドッキングを行った。
- クルーの一部を交代した。
- フランスのミッション「Pégase」を行った。
- 通常の実験を行った。

## 宇宙遊泳
- 1998年3月3日 ハッチの故障のため中止となった。
- 1998年4月1日（6時間40分）
- 1998年4月6日（4時間23分）
- 1998年4月11日（6時間25分）
- 1998年4月17日（6時間32分）
- 1998年4月22日（6時間21分）
- 以上5回の宇宙遊泳で、宇宙飛行士達は、スペクトルのソーラーパネルを修理し、新しいVDUシステム（姿勢制御用ロケット）を設置した。

## その他
二人の宇宙飛行士は、STS-89で到着したアメリカ人宇宙飛行士のアンドリュー・トーマスと共にミールの25代目の住人（ミールEO-25）となった。アイハーツはソユーズTM-26に乗って1998年2月19日に地球へ帰還した。